# Левски (футбольный клуб)
«Левски» (болг. Професионален футболен клуб Левски София) — болгарский футбольный клуб из города София. Один из ведущих футбольных клубов Болгарии, 26-кратный чемпион Болгарии и 27-кратный обладатель Кубка страны. «Левски» — единственная команда высшего болгарского дивизиона, которая ни разу из него не вылетала. На международном уровне «Левски» трижды играл в четвертьфиналах Кубка обладателей кубков УЕФА и дважды — в четвертьфиналах Кубка УЕФА. В 2006 году «Левски» стал первой болгарской командой, пробившейся в групповой этап Лиги чемпионов УЕФА. Главный соперник ЦСКА (София), матчи с которым называют Вечным дерби.

## Названия
- 1914—1949 год — «Левски»
- 1949—1957 год — «Динамо»
- 1957—1969 год — «Левски»
- 1969—1985 год — «Левски-Спартак»
- 1985—1989 год — «Витоша»
- 1989—1990 год — «Левски-Спартак»
- 1990—1992 год — «Левски-14»
- 1992—1998 год — «Левски-1914»
- С 1998 года — «Левски»

## История

### СК Левски (1914—1969)
Клуб был основан в 1914 год группой студентов Софийской второй мужской высшей школы. Официально клуб был зарегистрирован 24 мая 1914 — этот день нынче считается днём основания «Левски». Назван был клуб в честь болгарского революционера и борца за независимость Васила Левски.
В 1914 году «Левски» провёл свой первый матч против ФК «София 13», в котором проиграл со счётом 0:2. В 1914—1920 годах футбол не был популярен в Болгарии и информации о функционировании клуба в тот период нет. Летом 1921 года в Софии был организован чемпионат города, объединявший 10 клубов, в том числе и «Левски». Свой первый матч в этой лиге в сезоне 1921/22 «синие» уверенно выиграли со счётом 3:1, у клуба «Атлетик София». В 1923 клуб стал чемпионом Софии, обыграв «Славию» со счётом 3:2.
Первый национальный чемпионат был разыгран в сезоне 1924/25; «Левски» представлял в нём Софию. Клуб выигрывает первенство страны в 1933, 1937 и 1942 годах, становясь самым популярным клубом Болгарии. В довоенных товарищеских матчах с иностранными клубами клуб сначала проиграл стамбульскому «Галиополю» со счётом 0:1, а затем разгромил другой стамбульский клуб «Кубань» со счётом 6:0.
После Второй мировой войны «Левски» стал одним из двух топ-клубов Болгарии. После побед в первенстве в 1946, 1947, 1949, 1950 и 1953 годах «синие» ни разу не стали чемпионами аж до середины 60-х годов. В 1949 по советским традициям название клуба изменили на «Динамо», но после десталинизации клубу вернули старое название. В 1960-х годах клуб вернулся в первую тройку чемпионата и впервые вышел в еврокубки. Кстати, в те годы академия «Левски» была лучшей футбольной школой Восточной Европы. Из неё выпустились такие значимые игроки «синих», как Георги Аспарухов, Георги Соколов, Бисер Михайлов, Кирил Ивков, Иван Вуцов, Иван Аладжов и Александр Костов, игравшие рядом с такими ветеранами клуба, как Стефан Абаджиев, Димо Печеников и Христо Илиев. Этот состав выигрывал чемпионат страны в 1965, 1968 и 1970 годах, а также разгромил своего самого принципиального соперника — софийский ЦСКА со счётом 7:2. В 1965 году после игры Кубка европейских чемпионов против «Бенфики» болгарские журналисты сравнивали Георги Аспарухова с самим Эйсебио, против которого ему судилось сыграть в том матче.

### Левски-Спартак (1969—1985)
Следуя новым реформам Восточного блока после придушения Пражской весны, в 1969 году «Левски» был переименован в «Спартак» и стал клубом под управлением Министерства внутренних дел Болгарии. Таким образом, клуб стал называться «Левски — Спартак».
Новые выпускники молодёжной команды, такие как Кирил Миланов, Добромир Жечев, Павел Панов, Тодор Барзов, Войн Войнов, Пламен Николов и др. не были основными игроками клуба, но выиграли чемпионат Болгарии в 1974, 1977 и 1979. В международных турнирах клуб доходил до четвертьфинала в Кубке обладателей кубков УЕФА в 1970 и 1977 годах, а также в Кубке УЕФА в 1976 году. «Левски» также является единственным клубом, который забил «Барселоне» 5 мячей в одном матче. Это случилось в ответном матче 1/4 финала Кубка УЕФА 17 марта 1976 года.

### Витоша София (1985—1989)
Название клуба было изменено на «Витоша» после инцидента во время и после финала Кубка Болгарии в 1985 году, в котором встречались «Левски» и ЦСКА София. По приказу Центрального комитета Болгарской коммунистической партии многие лучшие игроки «синих» и «красных» были навсегда отстранены от футбола. У «Левски» также отобрали титул чемпиона Болгарии 1985 года.

### Левски София (с 1989 года)
Новое название клуба просуществовало всего 4 года, до 1989 года, и после падения Берлинской стены клуб официально отказался от названия «Витоша» и вернул себе старое название «Левски». Нормализация спортивных мероприятий, крах коммунистического блока и политическая реорганизация в стране способствовали результатам Синих. Команду собрали из новоприбывших игроков, таких как Пламен Николов, Петр Хубчев, Цанко Цветанов, Эмил Кременлиев, Златко Янков, Георгий Славчев, Илиан Илиев, Даниел Боримиров, Станимир Стойлов и Велко Йотов, а также вернули ветеранов Пламена Гетова, Николая Тодорова и Наско Сиракова, с помощью которых клуб стал чемпионом в 1993, 1994 и 1995 годах. К слову сказать, «синие» нередко одерживали очень крупные победы в чемпионате: 8:0 — над софийским Локомотивом, 7:1 — над ЦСКА, 6:0 — над пловдивским Ботевом. Домашние игры еврокубков против «Рейнджерс» и «Вердера» превратились для болельщиков «синих» в праздник. 8 игроков «Левски» приняли участие в ЧМ-1994, проходившем в США.
Безрезультатная работа футбольной школы клуба продолжалась до 2005 года. Тогда, перед началом нового сезона, бывший игрок «Левски» и новоиспечённый тренер клуба Станимир Стойлов сделал ставку на выпускников клубной академии Живко Миланова, Милана Коприварова и Валерия Домовчийски, опытных Элина Топузакова, Георги Петкова, Станислава Ангелова и Димитра Телкийски, любимцев болельщиков Христо Йовова, Даниела Боримирова и Георги Иванова, вернувшихся в клуб. Собранный за короткий срок состав дошёл до четвертьфинала Кубка УЕФА, предварительно выбив в 1/8 финала «Осер», победив марсельский «Олимпик» и бухарестское «Динамо» и финишировав выше московского ЦСКА на групповом этапе, а также выбил из плей-офф Кубка УЕФА клубы «Артмедиа» и «Удинезе», но в 1/4 финала уступил «Шальке 04» и вылетел из турнира.

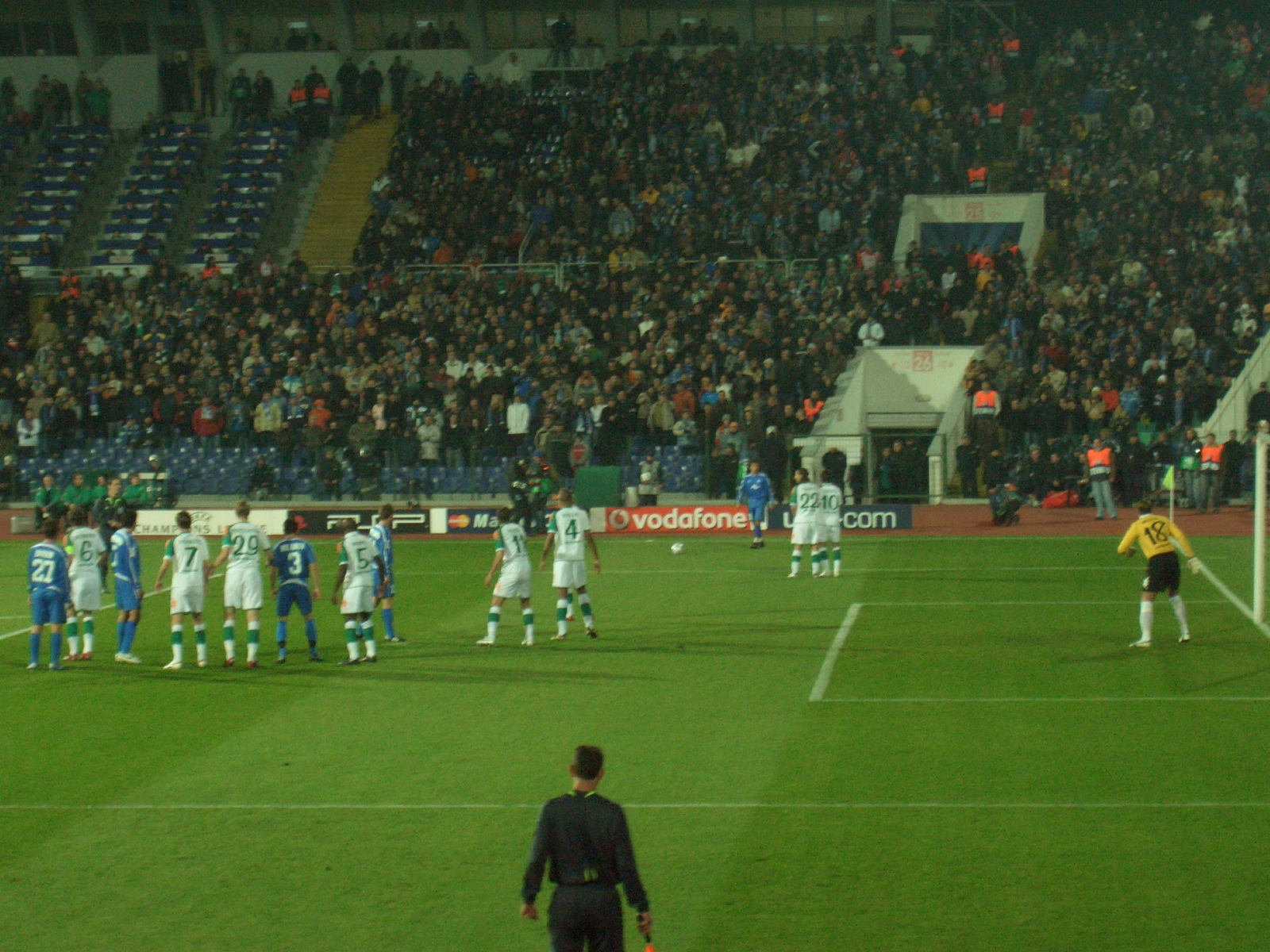
«Левски» против «Вердера» на «Васил Левски» в матче Лиги чемпионов

«Левски» как чемпион Болгарии сезона 2005-06 получил право участвовать в Лиге чемпионов УЕФА, начиная со второго квалификационного раунда, где клуб разобрался с чемпионом Грузии «Сиони», одержав две подряд победы со счётом 2:0. В третьем квалифай-раунде «синим» противостоял итальянский «Кьево», у которого «Левски» выиграл дома со счётом 2:0 и с ним же сыграл вничью 2:2 на выезде и стал первым болгарским клубом, пробившимся в групповой турнир Лиги чемпионов. Его соперниками по группе были «Барселона», «Челси» и «Вердер».
В сезоне 2008/09 «Левски» мог пробиться в групповой этап Лиги чемпионов во второй раз, если бы не сенсационный проигрыш белорусскому БАТЭ в третьем квалификационном раунде.
На протяжении сезона 2009/10, «Левски» начал свою еврокубковую кампанию разгромом андоррского клуба «Сан-Жулиа» со счётом 9:0 по сумме двух матчей. Следующим соперником «синих» стал клуб «Баку», с которым «Левски» справился, обыграв соперника дома и на выезде с одинаковым счётом 2:0. В плей-офф клуб покинул Лигу чемпионов, проиграв по сумме двух матчей «Дебрецену» со счётом 4:1. Однако клуб квалифицировался в Лигу Европы, где его соперниками стали «Вильярреал», «Лацио» и «Ред Булл» из Зальцбурга. Из 6 матчей в группе «Левски» проиграл 5 матчей и одержал только 1 победу, над «Лацио» на «Стадио Олимпико». Единственный гол забил Христо Йовов.
«Левски» начал сезон 2010/11 с матча против «Дандолка» во втором квалифай-раунде Лиги Европы. Первый матч дома закончился со счётом 6:0 в пользу «синих», а матч на выезде тоже закончился победой, но уже со счётом 2:0. В следующем раунде софийский клуб играл против шведского «Кальмара». Выездной матч закончился вничью 1:1, а в Софии «Левски» разгромил своего соперника со счётом 5:2. В следующем раунде предстояла встреча с ещё одним шведским клубом — стокгольмским АИКом. Первая игра в Швеции закончилась нулевой ничьей, а во второй, домашней игре «синие» обыграли шведов со счётом 2:1. Голы во второй игре за «Левски» забивали Даниел Младенов и Гарра Дембеле. По итогам этих матчей «Левски» попал в группу с такими клубами, как «Гент», «Лилль» и лиссабонский «Спортинг». Первый матч игрался дома против «Гента», в котором «синие» одержали победу со счётом 3:2. Решающий мяч провёл Сержиньо Грин. Обыграв бельгийский клуб, «Левски» продолжил 8-матчевую беспроигрышную серию в еврокубках. Второй матч окончился разгромным поражением болгар со счётом 5:0 на поле «Спортинга», а после этого последовало поражение от «Лилля». В Софии «синие» могли бы выиграть у «догов», если бы не автогол Иво Иванова в конце встречи, и матч закончился со счётом 2:2. В последней игре против «Спортинга» на своём поле «Левски» одержал победу благодаря голу, который забил Даниел Младенов.

## Стадион
Домашний стадион клуба — «Георги Аспарухов», вмещающий 29 980 зрителей. Был построен в 1969 году. Нынешнее название стадион получил в 1990 году, а до этого он назывался «Левски».
Осенью 2012 руководство клуба в лице Тодора Баткова объявило, что к 2014 году, а именно к 100-летию клуба, собирается построить и открыть новый стадион, который будет вмещать около 30 тыс. зрителей.

## Ультрас

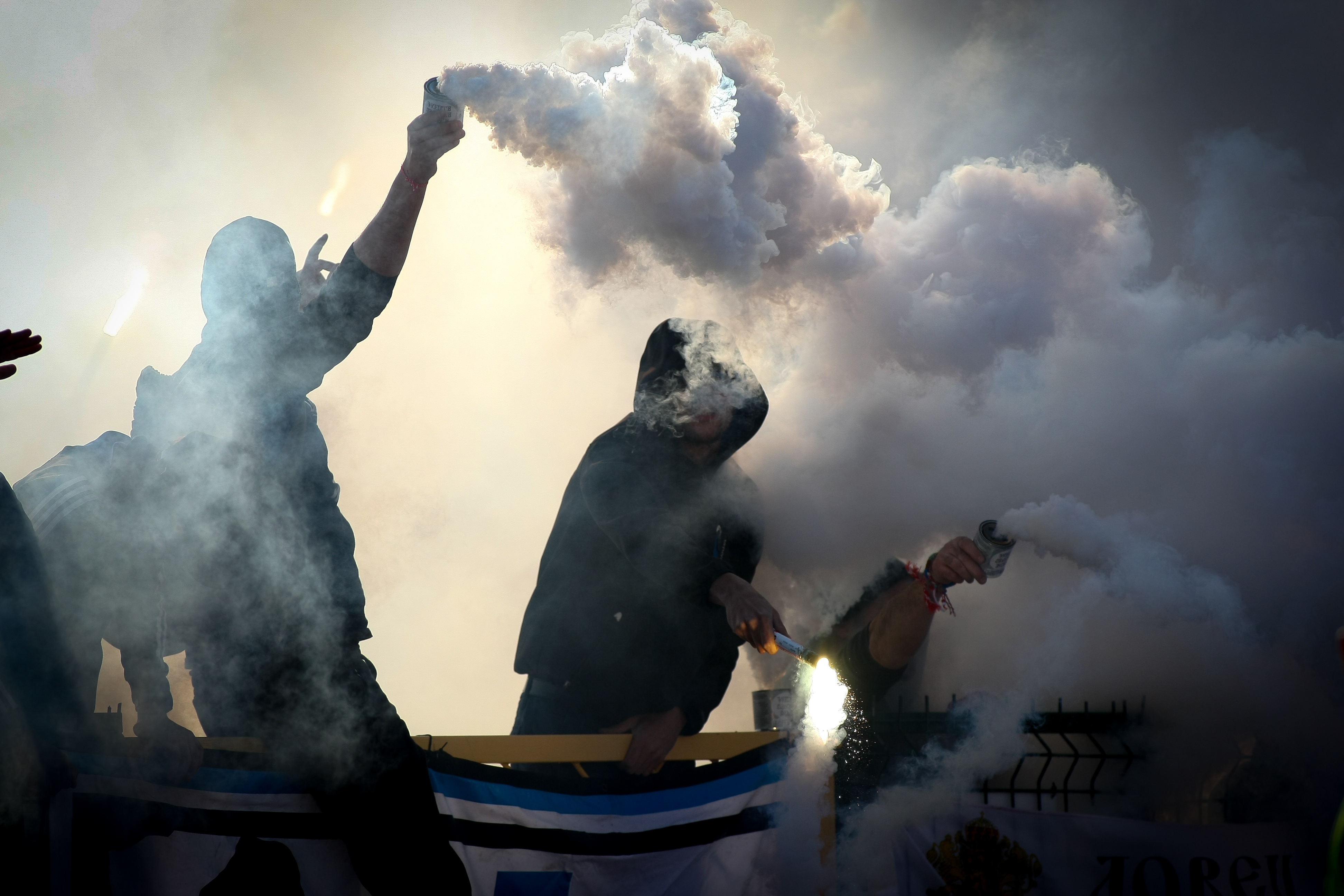
Левски Ультрас

Друзья: «Локомотив (Пловдив)», «Лацио», «Динамо (Загреб)», «Малага» (Frente Bokeron), «Эспаньол» (Curva RCDE). Враги: ЦСКА (София) (матчи с которым называются Вечным дерби), «Ботев (Пловдив)», «Берое», «Минёр».

## Титулы

### Национальные титулы
- Чемпион Болгарии
- Чемпион (26): 1933, 1937, 1942, 1946, 1947, 1949, 1950, 1953, 1965, 1968, 1970, 1974, 1977, 1979, 1984, 1985, 1988, 1993, 1994, 1995, 2000, 2001, 2002, 2006, 2007, 2009
- Вице-чемпион (32): 1925, 1929, 1940, 1943, 1948, 1956, 1958, 1960, 1961, 1964, 1966, 1969, 1971, 1972, 1975, 1976, 1981, 1982, 1983, 1987, 1989, 1992, 1996, 1998, 1999, 2003, 2004, 2005, 2008, 2011, 2013, 2016
- Бронзовый призёр (12): 1924, 1951, 1957, 1959, 1962, 1967, 1978, 1980, 2010, 2012, 2017, 2018
- Кубок Болгарии (рекорд)
- Обладатель (27): 1942, 1946, 1947, 1949, 1950, 1956, 1957, 1959, 1967, 1970, 1971, 1976, 1977, 1979, 1982, 1984, 1986, 1991, 1992, 1994, 1998, 2000, 2002, 2003, 2005, 2007, 2022
- Финалист (11): 1953, 1965, 1969, 1974, 1985, 1987, 1988, 1996, 1997, 2013, 2015
- Суперкубок Болгарии
- Обладатель (3): 2005, 2007, 2009
- Финалист: 2006
- «Золотой дубль»
- Обладатель (13): 1942, 1946, 1947, 1949, 1950, 1970, 1977, 1979, 1984, 1994, 2000, 2002, 2007
- Чемпион Софии
- Чемпион (11): 1923, 1924, 1925, 1929, 1933, 1937, 1942, 1943, 1945, 1946, 1948
- Вице-чемпион (7): 1922, 1926, 1927, 1928, 1931, 1932, 1947
- Бронзовый призёр (2): 1930, 1944
- Кубок Софии
- Обладатель (4): 1926, 1930, 1931, 1932

### Европейские титулы
- Кубок европейских чемпионов / Лига чемпионов УЕФА
- Участник 1/8 финала (4): 1966, 1978, 1985, 1994
- Кубок УЕФА / Лига Европы
- Четвертьфиналист (2): 1979, 2006
- Кубок обладателей кубков УЕФА
- Четвертьфиналист (3): 1970, 1977, 1987

## Форма

### Домашняя
| 2018/19 | 2019/20 | 2020/21 | 2021/22 | 2022/23 | 2023/24 | 2024/25 |

### Гостевая
| 2018/19 | 2019/20 | 2020/21 | 2021/22 | 2022/23 | 2023/24 | 2024/25 |

### Резервная
| 2018/19 | 2019/20 | 2020/21 | 2021/22 | 2022/23 | 2023/24 | 2024/25 |

Источники:,